# Peter Lilienthal
Pour les articles homonymes, voir Lilienthal (homonymie).
Peter Lilienthal, né le 27 novembre 1927 à Berlin (province de Brandebourg, État libre de Prusse) et mort le 28 avril 2023 à Munich (Bavière, Allemagne), est un réalisateur allemand.

## Biographie
Peter Lilienthal est l’un des fondateurs de la Nouvelle Vague allemande. 
Il est élu membre de l'Académie des arts de Berlin en 1984.

## Filmographie

### Réalisateur
- 1958 : Studie 23
- 1959 : Im Handumdrehen verdient
- 1964 : Marl - Porträt einer Stadt
- 1969 : Noon in Tunisia
- 1970 : Malatesta
- 1971 : Die Sonne angreifen
- 1972 : Start Nr. 9
- 1972 : Shirley Chisholm for President
- 1975 : Hauptlehrer Hofer
- 1976 : Le calme règne dans le pays (Es herrscht Ruhe im Land)
- 1977 : Kadir
- 1979 : David
- 1980 : La insurrección
- 1982 : Dear Mr. Wonderful
- 1984 : Das Autogramm
- 1987 : Das Schweigen des Dichters
- 1988 : Der Radfahrer von San Cristóbal
- 1996 : Angesichts der Wälder
- 2007 : Camilo - Der lange Weg zum Ungehorsam

### Acteur
- 1973 : Un pigeon mort dans Beethovenstrasse (Tatort - Tote Taube in der Beethovenstraße) de Samuel Fuller : Carlos
- 1977 : L'Ami américain de Wim Wenders : Marcangelo